# Classificació dels esprints intermedis al Tour de França
La Classificació dels esprints intermedis al Tour de França va ser una classificació secundària del Tour de França.
Creada el 1966, amb el nom de Classificació dels punts calents, va adoptar el nom definitiu el 1971. Aquesta classificació premiava els ciclistes amb millor puntuació al pas de les metes volants i a partir de 1984 era premiada amb un mallot vermell. Va desaparèixer el 1989 en unir-se amb la Classificació per punts. El ciclista que ha obtingut més victòries ha estat Seán Kelly amb tres.

## Palmarès
| Any  | Ciclista                  | Equip                          | Altres mallots |
| ---- | ------------------------- | ------------------------------ | -------------- |
| 1966 | Guido Neri                | Molteni                        | -              |
| 1968 | Georges Vandenberghe      | Bèlgica                        | -              |
| 1969 | Eric Leman                | Flandria-De Clerck             | -              |
| 1970 | Cyrille Guimard           | Fagor-Mercier                  | -              |
| 1971 | Pieter Nassen             | Mars-Flandria                  | -              |
| 1972 | Willy Teirlinck           | Sonolor                        | -              |
| 1973 | Marc Demeyer              | Carpenter-Shimano-Flandria     | -              |
| 1974 | Barry Hoban               | Gan-Mercier                    | -              |
| 1975 | Marc Demeyer              | Carpenter-Confortluxe-Flandria | -              |
| 1976 | Robert Mintkiewicz        | Gitane-Campagnolo              | -              |
| 1977 | Pierre-Raymond Villemiane | Gitane-Campagnolo              | -              |
| 1978 | Jacques Bossis            | Renault-Gitane                 | -              |
| 1979 | Willy Teirlinck           | KAS-Campagnolo                 | -              |
| 1980 | Rudy Pevenage             | Ijsboerke-Warncke Eis          | Punts          |
| 1981 | Freddy Maertens           | Boule d'Or-Sunair              | Punts          |
| 1982 | Sean Kelly                | Sem-France Loire               | Punts          |
| 1983 | Sean Kelly                | Sem-Reydel-Mavic               | Punts          |
| 1984 | Jacques Hanegraaf         | Kwantum Hallen-Yoko            | -              |
| 1985 | Jozef Lieckens            | Lotto-Merckx                   | -              |
| 1986 | Gerrit Solleveld          | Superconfex-Yoko               | -              |
| 1987 | Gilbert Duclos-Lassalle   | Z-Peugeot                      | -              |
| 1988 | Frans Maassen             | Superconfex-Yoko               | -              |
| 1989 | Sean Kelly                | PDM-Ultima-Concorde            | Punts          |